# Diactor
Diactor é um gênero de hemípteros pertencente à tribo Anisoscelini.